# Бријесница Велика
Бријесница Велика је насељено мјесто у Добој-Исток, Босна и Херцеговина.

## Историја
До рата, Бријесница Велика је у цјелини била у саставу општине Добој.

## Географија
Кроз Бријесницу Велику протиче ријека Спреча, а насеље се налази поред Требаве и Озрена.

## Становништво
|                      | 2013.          | 1991.           | 1981.           | 1971.           |
| Укупно               | 1 872 (100,0%) | 1 771 (100,0%)  | 1 649 (100,0%)  | 1 445 (100,0%)  |
| Бошњаци              | 1 836 (98,08%) | 1 758 (99,27%)1 | 1 586 (96,18%)1 | 1 407 (97,37%)1 |
| Неизјашњени          | 10 (0,534%)    | –               | –               | –               |
| Муслимани            | 9 (0,481%)     | –               | –               | –               |
| Остали               | 6 (0,321%)     | 6 (0,339%)      | 3 (0,182%)      | 28 (1,938%)     |
| Хрвати               | 3 (0,160%)     | –               | 1 (0,061%)      | –               |
| Босанци              | 3 (0,160%)     | –               | –               | –               |
| Срби                 | 2 (0,107%)     | 1 (0,056%)      | 4 (0,243%)      | 8 (0,554%)      |
| Босанци и Херцеговци | 2 (0,107%)     | –               | –               | –               |
| Албанци              | 1 (0,053%)     | –               | 1 (0,061%)      | 1 (0,069%)      |
| Југословени          | –              | 6 (0,339%)      | 54 (3,275%)     | 1 (0,069%)      |

1. 1 На пописима од 1971. до 1991. Бошњаци су пописивани углавном као Муслимани.